# Soul Deep (Jimmy Barnes)
Soul Deep è il quinto album in studio del cantante britannico naturalizzato australiano Jimmy Barnes, pubblicato nel 1991. Si tratta di un disco di cover.

## Tracce
1. I Gotcha
2. (Your Love Keeps Lifting Me) Higher and Higher
3. When Something Is Wrong with My Baby (con John Farnham)
4. Show Me
5. Many Rivers to Cross
6. Reflections
7. Ain't No Mountain High Enough
8. I Found a Love
9. Signed, Sealed, Delivered I'm Yours
10. Bring It On Home to Me
11. Here I Am (Come and Take Me)
12. River Deep - Mountain High